# Nycteola pseudasiatica
Nycteola pseudasiatica är en fjärilsart som beskrevs av Shigero Sugi 1959. Nycteola pseudasiatica ingår i släktet Nycteola och familjen trågspinnare. Inga underarter finns listade i Catalogue of Life.

## Bildgalleri

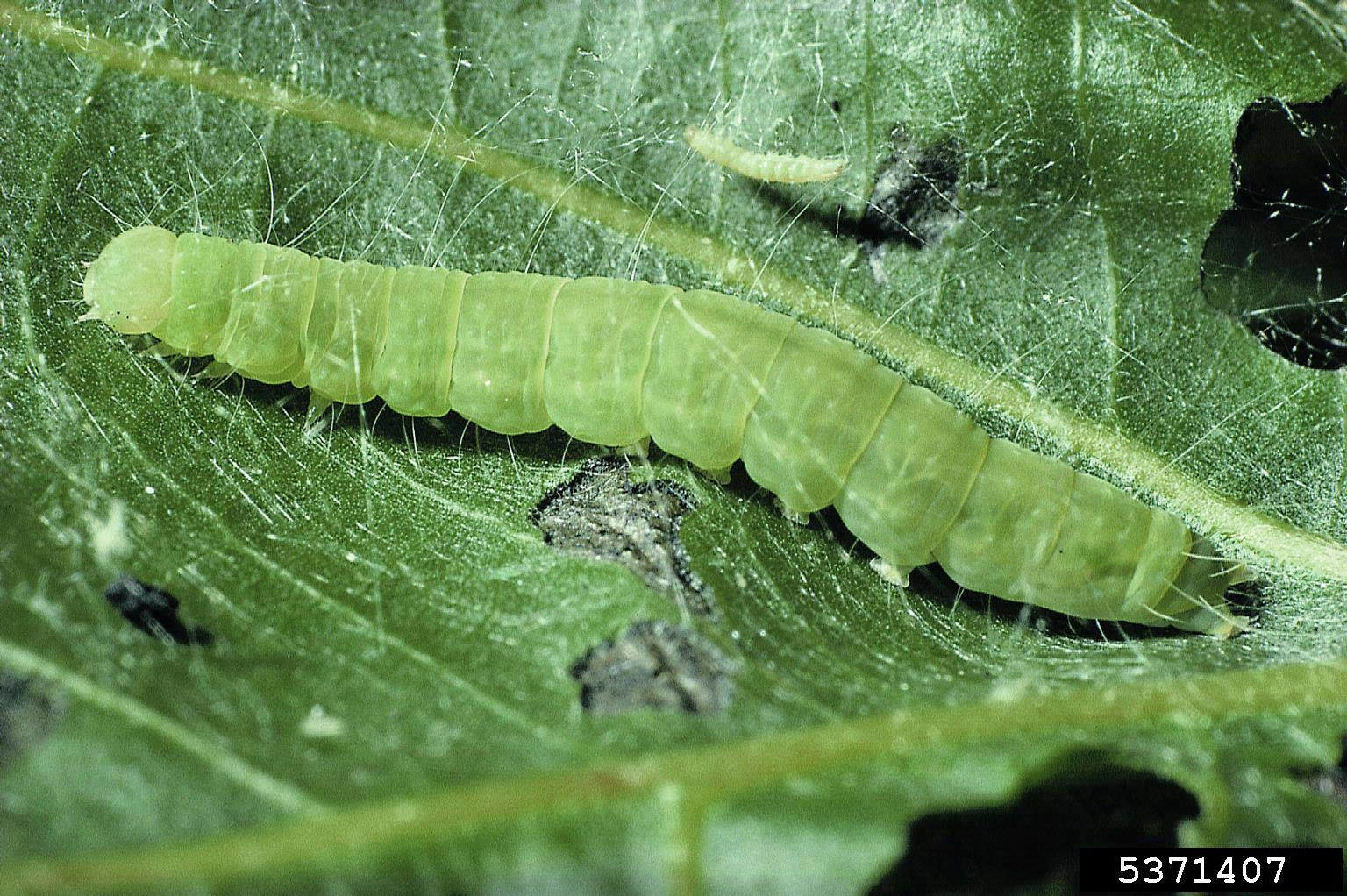